# Mahajanga
Mahajanga   este un oraș  în  partea de nord a Madagascarului. Este reședința regiunii Boeny. Port la Oceanul Indian.